# Fyresvatn
Fyresvatn, også kaldt Fyresvatnet, er en sø i Fyresdal kommune i Vestfold og Telemark fylke i Norge. Fyresvatn tilhører Arendalsvassdraget, og har sit udløb via Fyreselv til Nidelven, som munder ud i havet i byen Arendal. Vassdraget er reguleret, og reguleringshøjden i Fyresvatn er 4,5 m. Med sine 377 dybdemeter er Fyresvatn Norges 5. dybeste sø.
Der er et stort fiskeri i Fyresvatn, også erhvervsfiskeri med ruser. Typiske fiskearter i Fyresvatn er sik (Coregonus lavaretus), ørred og fjeldørred.

## Eksterne kilder og henvisninger
1. ↑  Norges vassdrags- og energidirektorat NVE
2. ↑  "Om kommercielt fiske i Fyresvatn". Arkiveret fra originalen 19. august 2013. Hentet 15. december 2012.